# Vol American Airlines 476
Le vol 476 d'American Airlines (numéro de vol : AA476, indicatif d'appel radio : AMERICAN 476 ) était un vol domestique régulier d’American Airlines entre Tulsa, Oklahoma et l'aéroport LaGuardia de New York, avec des escales à Joplin, Springfield et Saint-Louis (tous dans le Missouri). Le vol s'est écrasé le 4 août 1955, à Fort Leonard Wood (Missouri) après qu'un incendie progressif a arraché une aile et que la machine est devenue incontrôlable et s'est écrasée. Les 30 personnes à bord sont mortes dans l'accident.

## L‘avion
L'avion impliqué dans l'accident était un Convair CV-240-0 de 1948 portant le numéro de série 40, livré le 23 mars 1948 à American Airlines et mis en service avec l'immatriculation N94221 et le nom de baptême Flagship Philadelphia. L'avion court-courrier bimoteur était équipé de deux moteurs radiaux Pratt & Whitney R-2800 83AM4A Double Wasp. Lors de l'accident, l‘appareil totalisait 14 865 heures de fonctionnement.

## Personnes à bord
Le vol entre Springfield et Saint-Louis comportait 27 passagers. Il y avait un équipage de trois personnes à bord, composé d'un commandant de bord, d'un copilote et d'une hôtesse de l'air :
- Le capitaine Hugh C. Barron, 45 ans, fait partie de la compagnie depuis le 1er septembre 1942 et est promu capitaine le 24 septembre 1945. De ses 15 540 heures d'expérience de vol, il en avait effectué 5 000 dans un avion Convair CV-240.
- Le premier officier William G. Gates, 35 ans, intègre American Airlines le 31 juillet 1944. Il est formé premier officier le 27 octobre 1944. Gates a 8 500 heures d'expérience de vol, dont 2 500 heures sur Convair CV-240.
- L'hôtesse de l'air de 21 ans, Thelma R. Ballard, travaille depuis le 21 mai 1955 chez American Airlines.

## L'accident
L'avion a décollé de Tulsa à 10h06 le jour de l'accident avec huit passagers et trois membres d'équipage à bord. Il y avait des escales à Joplin et Springfield. À Springfield, deux passagers ont débarqué et 21 personnes ont embarqué. À 11h53, l'avion a décollé pour le vol de correspondance vers Saint-Louis. Jusque-là, le vol s'était déroulé sans incident. À 12h17, l'équipage tente de demander de l'aide par radio. Le siège d'American Airlines à l'aéroport de Springfield a alors tenté de contacter l'équipage par radio, mais n'a reçu aucune réponse. Trois minutes plus tard, le siège d'American Airlines à l'aéroport de Saint-Louis et deux avions d'American Airlines en vol ont reçu un message radio dans lequel les pilotes du Convair ont signalé que l'un des moteurs de l'avion était en feu. Ce fut le dernier message radio reçu par la machine. De nombreux témoins oculaires le long de la route de vol de l'avion ont alors observé de la fumée et des flammes sortant du moteur droit du Convair en vol. Le capitaine a tenté un déroutage à la base Fort Leonard Wood-Forney de l'US Air Force pour y effectuer un atterrissage d'urgence sur la piste 14. L'engin a percuté le sol à un kilomètre de la piste dans une forêt. Les 30 occupants sont morts lors de l‘impact.

## Causes
Après l'accident, le Civil Aeronautics Board (en) a mené l'enquête sur la cause de l'accident. Le rapport final a été publié le 7 mai. Publié en décembre 1955. Les enquêteurs ont pu déterminer que l'avion s'était écrasé après que l'aile droite se soit détachée juste avant la piste. Cela s'est produit après que la structure de l'aile ait été considérablement affaiblie par l'incendie. La cause de l'incendie du moteur était l'installation d'un cylindre déjà défectueux dans le moteur la veille de l'accident. Lorsqu'il s'est démonté par une fissure de fatigue, le cylindre défectueux a déchiré une rampe d'alimentation en carburant. L'incendie était si violent que le système d'extinction d'incendie activé était largement inefficace.

## Sources
- Rapport d'accident CV-240, N94221, Réseau de sécurité aérienne
- Rapport final du Bureau de l'aéronautique civile, 7 décembre 1955.
- Crash d'un Convair CV-240-0 à Fort Leonard Wood AFB : 30 tués, B3A - Bureau of Aircraft Accident Archives
- Historique de fonctionnement de la machine, planelogger.com